# ITF Johannesburg
Das ITF Johannesburg (offiziell: Soweto Open) war ein Tennisturnier des ITF Women’s Circuit, das in Johannesburg, Südafrika ausgetragen wird.

## Siegerliste

### Einzel
| Jahr                      | Siegerin             | Finalgegnerin       | Ergebnis       |
| ------------------------- | -------------------- | ------------------- | -------------- |
| ↓ Kategorie: $100.000+H ↓ |                      |                     |                |
| 2009                      | Anastasija Sevastova | Eva Hrdinová        | 6:2, 6:2       |
| 2010                      | Nina Brattschikowa   | Tamarine Tanasugarn | 7:5, 7:64      |
| 2011                      | Walerija Sawinych    | Petra Cetkovská     | 6:1, 6:3       |
| ↓ Kategorie: $50.000+H ↓  |                      |                     |                |
| 2013                      | Tímea Babos          | Chanel Simmonds     | 6:73, 6:4, 6:1 |

### Doppel
| Jahr                      | Siegerinnen                          | Finalgegnerinnen                     | Ergebnis                          |
| ------------------------- | ------------------------------------ | ------------------------------------ | --------------------------------- |
| ↓ Kategorie: $100.000+H ↓ |                                      |                                      |                                   |
| 2009                      | Naomi Cavaday Lessja Zurenko         | Kristína Kučová Anastasija Sevastova | 6:2, 2:6, [11:9]                  |
| 2010                      | Witalija Djatschenko Irini Georgatou | Marina Eraković Tamarine Tanasugarn  | 6:3, 5:7, [16:14]                 |
| 2011                      | nach dem Viertelfinale gestrichen    | nach dem Viertelfinale gestrichen    | nach dem Viertelfinale gestrichen |
| ↓ Kategorie: $50.000+H ↓  |                                      |                                      |                                   |
| 2013                      | Magda Linette Chanel Simmonds        | Samantha Murray Jade Windley         | 6:1, 6:3                          |

## Quelle
- ITF Homepage